# 1130 Skuld
1130 Skuld este un asteroid din centura principală, descoperit pe 2 septembrie 1929, de Karl Reinmuth.